# عصور الإنسان

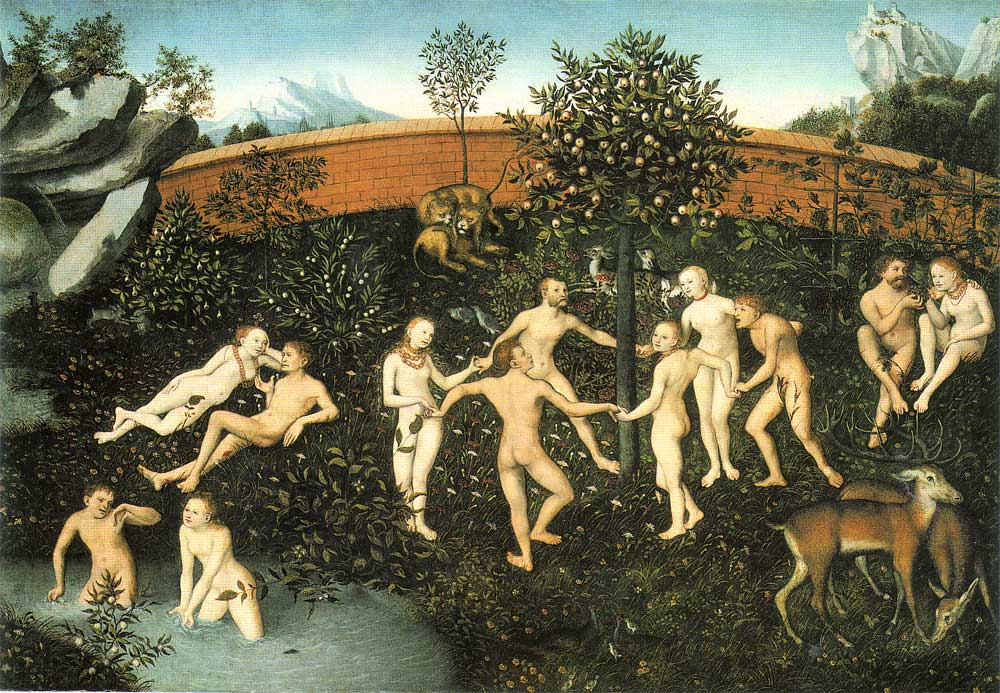

عصور الإنسان وفق الميثولوجيا الإغريقية هي مراحل وجود الإنسان منذ بداية الخليقة إلى العصر اليوناني. صاغ الشاعران الإغريقيان هسيودوس وأوفيد تلك الرؤية في قصائدهما مما حفظها من الضياع؛ إلا أن هسيودوس وضع خمسة عصور للبشرية، في حين أن أوفيد جعلها أربعةً.
تصف تلك العصور المراحل المتعاقبة للبشرية انطلاقاً من بدايتها السماوية التي كان الإنسان فيها بقمة الصفاء وصولاً إلى عصر الكاتب التي أصبح فيها الإنسان محفوفاً بالآلام والشرور.
قسّم هسيودوس عصور الإنسان إلى خمسة عصور، وهي العصر الذهبي ثم الفضي ثم البرونزي ثم البطولي ثم الحديدي؛ في حين أن أوفيد لم يجعل العصر البطولي واحداً من عصور الإنسان.